# جولي آن تايلور
جولي آن تايلور (بالإنجليزية: Julie Ann Taylor)‏ هي ممثلة أمريكية، ولدت في 30 أغسطس 1961 في Fort Irwin National Training Center ‏ في الولايات المتحدة.

## وصلات خارجية
- جولي آن تايلور على موقع IMDb (الإنجليزية)
- جولي آن تايلور على موقع ANN person (الإنجليزية)